# Рікардо Пенья
Рікардо Пенья (ісп. Ricardo Peña, нар. 15 липня 2004, Лимон) — костариканський футболіст, півзахисник словацького клубу «Спартак» (Трнава) та національної збірної Коста-Рики.

## Клубна кар'єра
Народився 15 липня 2004 року в місті Лимон, де і розпочав займатись футболом в однойменному клубі. 2019 року пенья приєднався до академії «Футбол Консультантс» у віці п'ятнадцяти років і дебютував за команду на дорослому рівні у другому костариканському дивізіоні.
У серпні 2022 року, пройшовши перегляд на початку року, Пенья приєднався до іспанського клубу «Реал Бетіс» на правах дворічної оренди разом із іншим костариканцем Сантьяго ван дер Путтеном. У той час як ван дер Путтен був негайно долучений до команди без жодних проблем з дозволом на роботу через його голландське коріння, Пенья довелося чекати на отримання візи. Протягом свого першого сезону в Іспанії Пенья виступав переважно за третю команду клубу «Реал Бетіс C», яка грала на аматорському рівні у дев’ятому за рівнем дивізіоні Іспанії. Також він зіграв один раз за команду до 19 років, коли вони виграла національний титул чемпіона.
Влітку 2023 року він приєднався до словацького «Спартака» (Трнава), який орендував гравця на один рік із правом викупу. Він дебютував за клуб 3 серпня 2023 року, вийшовши на заміну замість Лукаша Штетіни в матчі кваліфікації Ліги конференцій УЄФА проти латвійської команди «Ауда». Однак помилка Пеньї дозволила південносуданському форварду «Ауди» Маньюмоу Ачолу забити гол, але врешті-решт «Спартак» з Трнави виграв з рахунком 4:1.

## Виступи за збірні
2019 року дебютував у складі юнацької збірної Коста-Рики (U-15), згодом грав за команду до 17 років.
2022 року залучався до складу молодіжної збірної Коста-Рики, з якою брав участь у молодіжному чемпіонаті КОНКАКАФ в Гондурасі. На турнірі Пенья зіграв у 4 іграх і допоміг команді дійти до чвертьфіналу. На молодіжному рівні зіграв у 8 офіційних матчах.
2023 року у складі олімпійської збірної Коста-Рики до 23 років був учасником Турніру Моріса Ревелло у Франції. Півзахисник зіграв у всіх чотирьох іграх, але його команда посіла останнє 12 місце на турнірі.
Пенья був вперше викликаний до національної збірної Коста-Рики в червні 2023 року на товариський матч проти Еквадору після травми Юстіна Саласа. Дебютувавши в цьому матчі, який костариканці програли 1:3, він несподівано був включений до складу збірної на розіграшу Золотого кубка КОНКАКАФ 2023 року у США та Канаді. На континентальній першості Пенья вийшов на поле лише один раз у матчі групового етапу проти Панами (1:2) 
| Дата      | Місто          | Господарі  | Результат | Гості      | Турнір                         | Голи | Примітки |
| --------- | -------------- | ---------- | --------- | ---------- | ------------------------------ | ---- | -------- |
| 20-6-2023 | Честер         | Еквадор    | 3 – 1     | Коста-Рика | товариський матч               | -    | 46'      |
| 26-6-2023 | Форт-Лодердейл | Коста-Рика | 1 – 2     | Панама     | Кубок КОНКАКАФ 2023 - 1-й етап | -    | 59'      |
| Усього    |                | Матчів     | 2         |            | Голів                          | 0    |          |